# Cupra León
La Cupra León est une berline compacte du segment C produite par le constructeur automobile espagnol Cupra à partir du dernier trimestre 2020. Elle est le troisième modèle du nouveau constructeur après les Ateca et Formentor.

## Présentation
La Cupra León est dévoilée le 20 février 2020 et devait faire sa première exposition publique au salon international de l'automobile de Genève 2020, en même temps que sa cousine la quatrième génération de Seat León, mais celui-ci a été annulé à cause de l'épidémie de coronavirus COVID-19.

Cupra León ST (break)
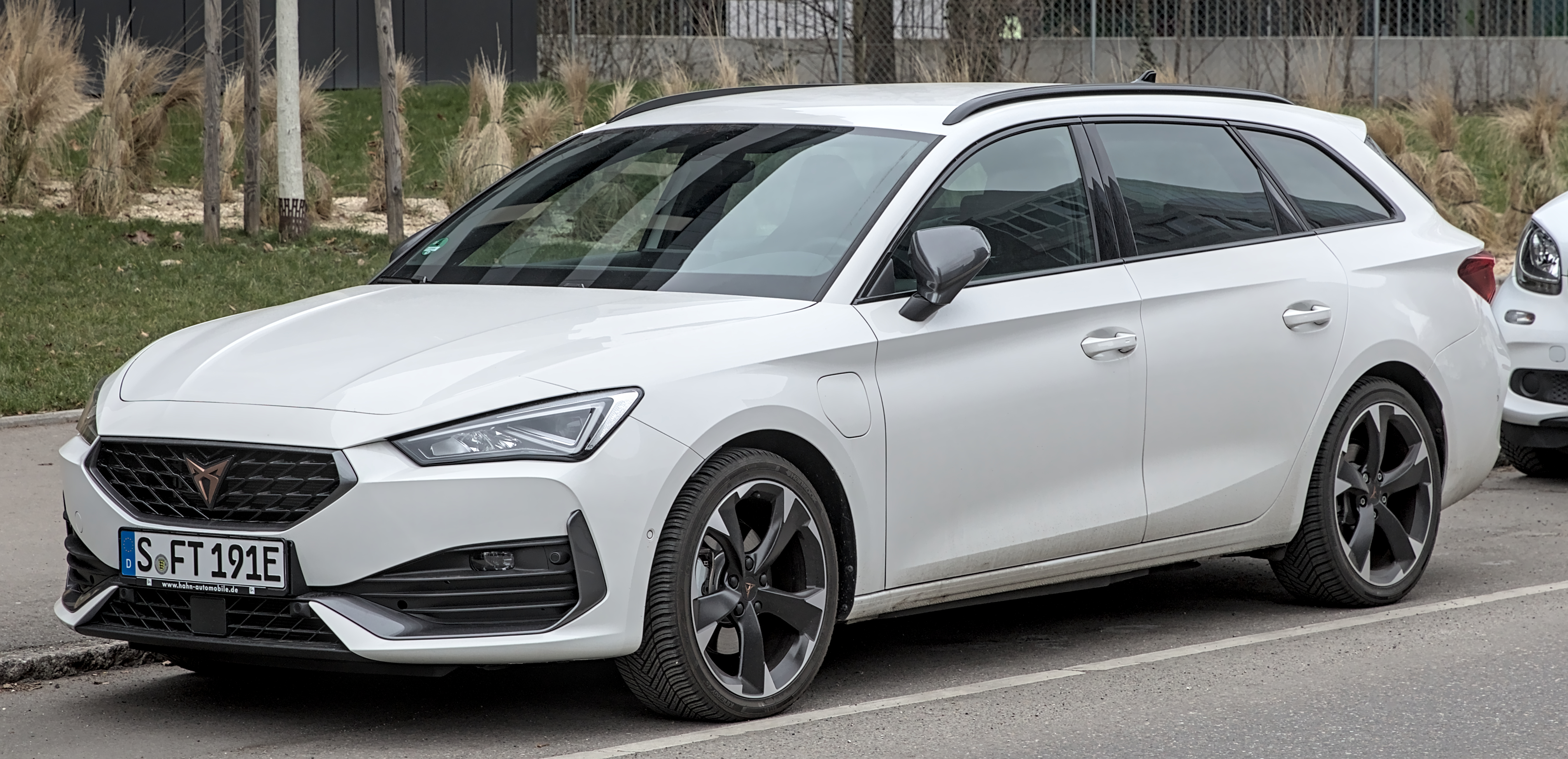
Vue de l'avant.
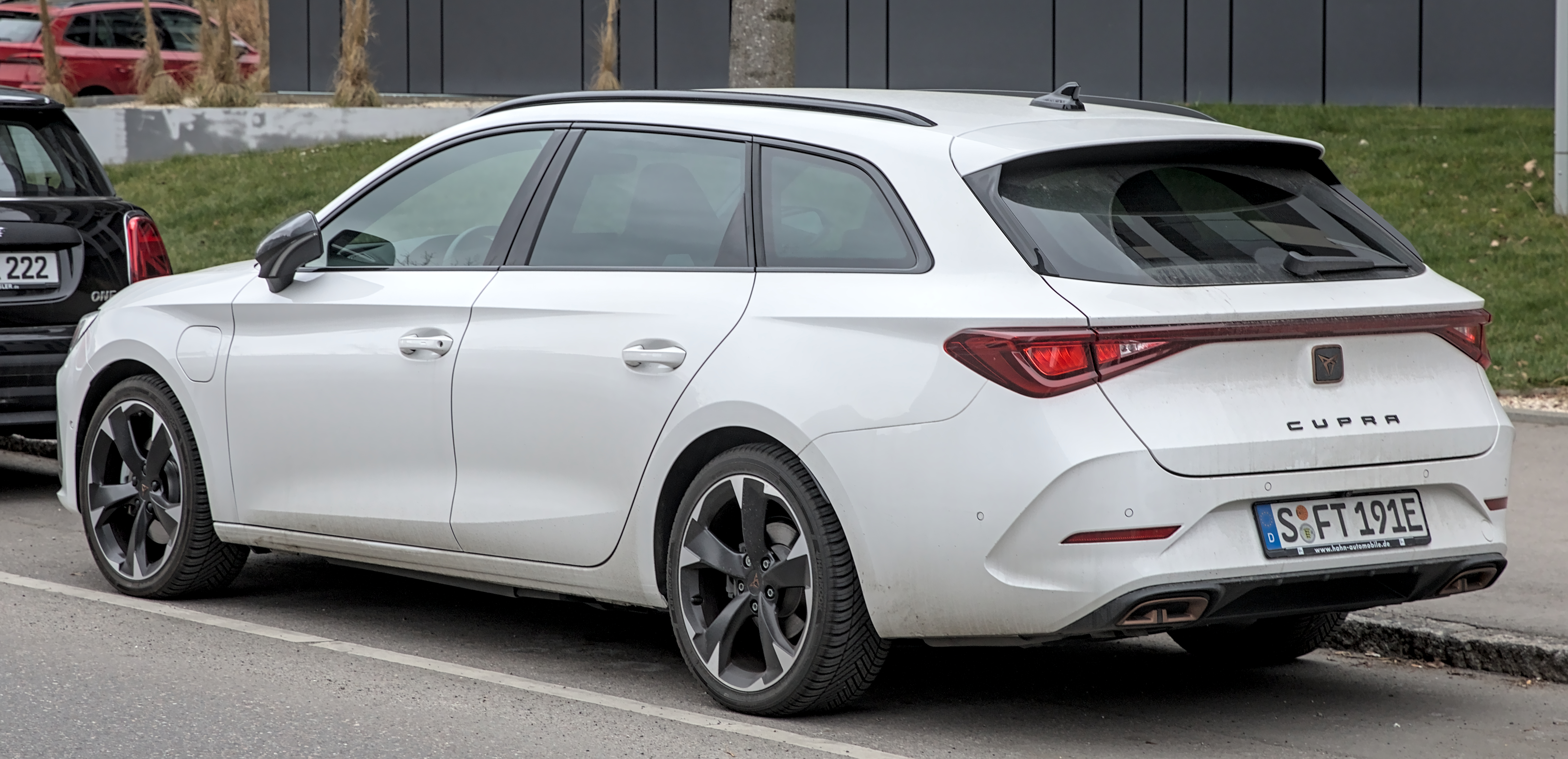
Vue de l'arrière.

### Phase 2
La version restylée de la León est présentée le 29 avril 2024.

## Caractéristiques techniques
En juin 2021, tous les modèles voient leur châssis abaissé de 25 mm.
Au début de l'année 2022, la version hybride rechargeable de 245 ch reçoit des étriers de freins Brembo et des disques plus grands par rapport aux modèles standards.

### Motorisations
La Cupra León est motorisée en essence par un moteur 4-cylindres en ligne 2,0 litres développant 245 ou 300 ch, voire 310 ch pour la León Sportstourer (ST) en transmission intégrale (4Drive). En hybride rechargeable (plug-in hybrid), elle associe un moteur 4-cylindres en ligne 1.4 TSI 150 ch avec un électromoteur de 115 ch pour une puissance cumulée de 245 ch alimenté par une batterie lithium-ion d'une capacité de 13 kWh. Toutes les motorisations sont accouplées à la boîte à double embrayage à 7 rapports sauf sur la e-Hybrid en 6 rapports.

## Finitions
La Cupra León se décline en deux finitions.

### Série spéciale

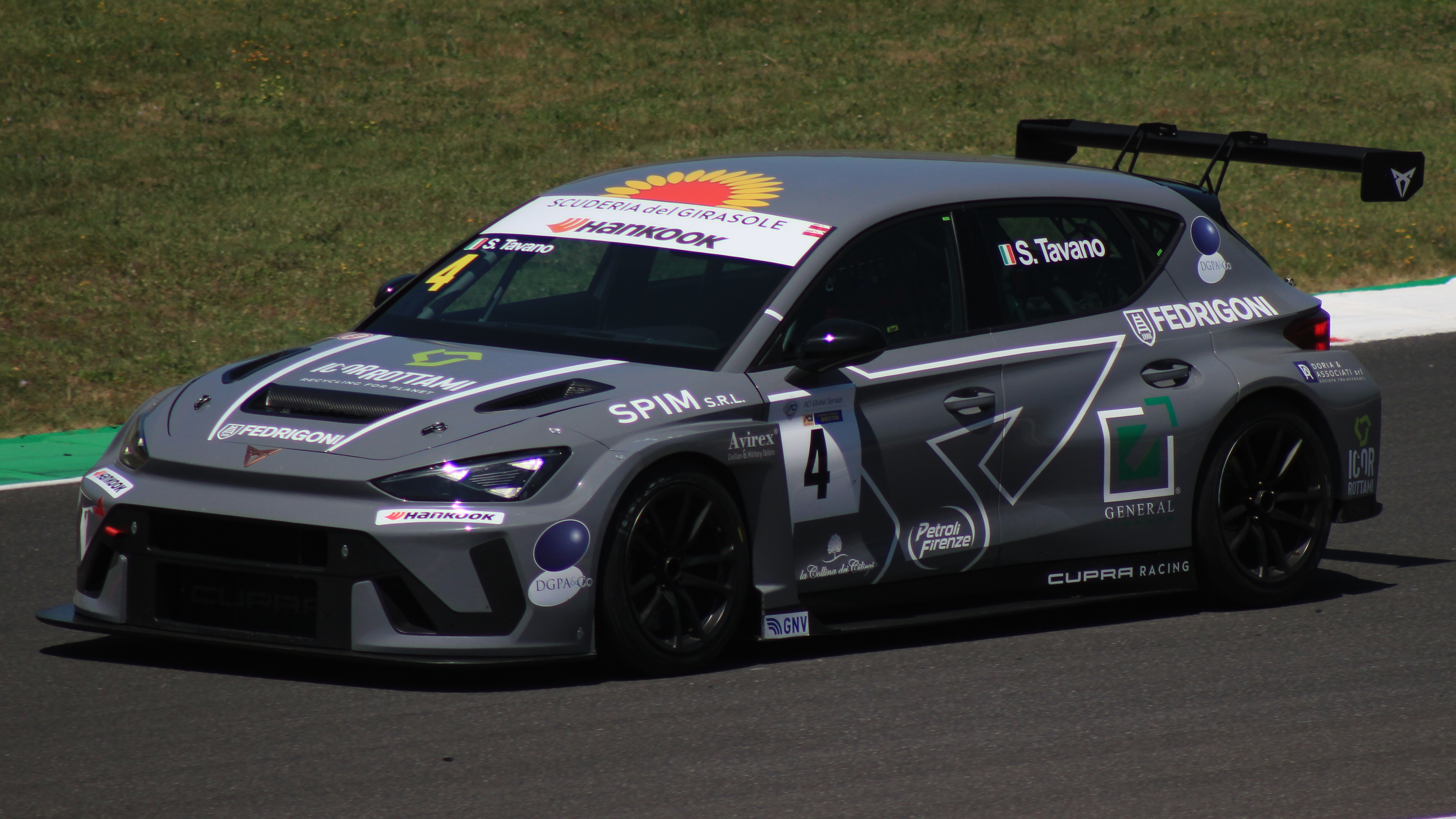

- Cupra León VZ Cup